# Сарир
Сарир или Серир (в местных источниках Тавйак — с кум. Тав Йак/«горная сторона») — средневековое государство в горном Дагестане, существовавшее с VI по XIII-XIV век. В современном кавказоведении устоялась версия, что Сарир образовался в середине VI века на основе местного государственного образования, а по другой — возникло в результате переселения части гунно-савирского населения «Царства гуннов» в горы из-за арабо-хазарских войн. Его жителями являлись предки аварцев, кумыков, андийцев, лакцев и других народов Дагестана. 

## Этимология
Происходит от титула, которым именовали местного правителя арабы: «сахиб ас-сарир» — «владелец трона».
Дагестанские хроники никогда не называли территорию нагорного Дагестана Сариром. Они знают Аварию.
Название Сарир, по мнению профессора А. Р. Шихсаидова, связано с персидско-арабской географической традицией. Арабские авторы называют территорию нагорного Дагестана землёй «владетеля трона», то есть «Сахиб ас-серир», связывая это название с легендой о золотом троне последнего представителя Сасанидов, будто отправленном в Дагестан самим неудачливым правителем. Этот термин не арабского, а иранского происхождения и более вероятно, что Серир — то же самое, что и грузинское «мтиулети», то есть «страна гор» или «страна горцев». Произошло это название не от арабского «серир» (трон), а от иранского корня ser — «гора».
Эта точка зрения об этимологии термина «Сарир» по сути своей повторяет предположение, выдвинутое еще в конце 1930-х годах армянским историком С. Т. Еремяном, который считал, что «Сарир» по-ирански означает «страна гор» или «горная страна», как «Даг» с тюркского — гора, «стан» — страна.
Аналогичного мнения придерживается известный исследователь по этнографии аварцев А. И. Исламмагомедов. Он пишет, что «Сериром эту страну назвали арабские авторы VII—VIII веках. Происхождение названия не выяснено: его связывают с легендой о золотом троне иранского царя (начало VII века), будто бы отправленном им в безопасное место — горы Дагестана, впереди себя, чтобы там сесть на него. Но царь был убит. „Сахиб ас-Серир“ означает на арабском языке „Владетель трона“; другое объяснение исходит от иранского слова „сер“ — „голова, вершина горы“ и соответственно „Горная страна“».

## Территория
В сохранившихся описаниях страна Сарир характеризуется как густонаселённая и хорошо укреплённая многочисленными крепостями страна. Столицей являлся город Хумрадж, идентифицируемый с современным аварским аулом Хунзах. Семендер, очевидно, находился в северной части прибрежной области, в районе позднейшего Тарки, или Тарху, и нынешней Махачкалы. Страна Серир, ближе всего лежавшая к этой части побережья, соответствует области, населенной сейчас народностью аварцев (ср. упоминаемый Ибн Русте титул правителя); главным населенным пунктом этой местности, прежде — резиденция аварских ханов, является Хунзах, основанный якобы арабами.
В период расцвета территория Серира включала в себя как нагорную, так и предгорную часть современного Дагестана и соседние земли за его пределами.
«Сарир — область между Абхазом, Кипчаком, Ширваном и Дербандом; (это) — очень благоустроенная, труднодоступная и густонаселённая область».
К востоку и югу от Сарир располагались границы Армении; к западу от нее — пределы Рума; к северу — страна аланов. Согласно английским источникам, государство располагалось на территории гор и равнин.
Сарир — на северо-западе в трёх переходах от Дербенда, имел 12 000 семейств. Царь Сарира именовался Филан-шах и был христианином. По показанию некоторых историков, Ездигерд, последний царь Сасанидской династии, будучи побежден арабами, удалился в Хорасан, а золотой престол свой со многими сокровищами отправил с одним из своих сановников из рода Бахрам-Чубина в Кавказские горы. Последний, овладев местностью, названной поэтому Сарир, оставил её в наследство своим потомкам. Низами, известный поэт середины VI-го века хиджры (между 1107 и 1205 н. э.), производил это имя от престола и короны Кей-Хосрова, хранившихся там в пещерах.
По иному мнению, название Сарир страна получила от данного местным властителям права восседать на золотом престоле. Так как горские народы всегда имели склонность к войне, то он делал набеги на хазарские области. Близ Сарира находится владение Зирихгеран (Панциродельцы), так ныне [именуется] деревня Кубачи, жители которой — мусульмане, христиане и евреи. К северу от Сарира располагался Кумух, который был к западу от Кайтага. Далее Бакиханов приводит, что область Гун это и есть Нагорный Кумух и Авар и правитель их носит титул Филан-шах и правит он Кази-Кумухом, и частью Аварии, в то время как Гельбах, которая как считалось, являлось северной столицей Сарира, у Бакиханова округ, в котором находились город Агран, что на правом берегу Сулака (Койсу), крепость Сурхаб, что в Кизил-Яре (Кизляре), ниже Андреевой деревни, крепость Кичимаджар в Чумлу, выше Эндирея, крепость Улумаджар, названный впоследствии Татартоп, а ныне это минарет в Малой Кабарде. Там же, продолжая, пишет, что город Агран, где Исфандияр воссел на золотой престол (сахиб ас-сарир), был сделан столицей края. Местному правителю были отданы серебряный рудник близ устья Терека и медный рудник при Агране. Горячие ключи на левом берегу Сулака (выше Чирюрта) и теперь называются Гельбахскими водами, и что всё это входит в состав владения Туман-шаха, как и крепости Анжи-кала (Семендер), Кейван (между Эндиреем и Тарками) и Балх, на правом берегу Сулака.

## История

### Образование Сарира
Некоторые кавказоведы считают, что царство Сарир образовалось на местной почве в результате глубоких процессов социально-экономического и политического развития страны.
По мнению А. К. Аликберова Сарир возникло в результате переселения части гунно-савирского населения «Царства гуннов» в горы из-за арабо-хазарских войн.
С приходом тюркских племен в Дагестан, часть гунно-савиров (предков кумыков) вынуждена была уйти в горы, где совместно с местным горским населением образовало конгломерат Сарир. Гунно-савиры составили военную аристократию среди горских племен, так как были закалены в многочисленных сражениях на равнине..
Сарир упоминается в источниках с VI века. Легендарная версия основания связывает его возникновение с переносом трона персидских царей. По одной версии, основателем государства выступает иранский полководец Бахрам Гур. По другой, местного правителя назначил шах Хосров Ануширван. Владетели Сарира обладали золотым троном и носили титулы вхрарзан-шах и авараншах. Арабский географ и путешественник Ибн Русте (X век) сообщает, что царя Сарира зовут «Авар» (Auhar).
Аварский историк Т.М Айтберов, комментируя один из документов о территориальной величине Хунзаха пишет об Аварах как о  Северо-Кавказских тюрках. Однако, в последующей статье Т.М Айтберов пишет, что именно «в IX в., по крайней мере те, которые правили в Центральной Европе, не были тюркоязычными.
К 722 году относится сообщение арабского автора о владетеле трона — с титулом вахрарзаншах. По сообщению Балазури, сасанидский шах Хосров I Ануширван (правил в 531—579 годах), завоевав часть Восточного Кавказа:

пригласил …царей, назначил их, предоставив каждому из них шахство (над отдельной областью). Среди них хапан горы, а он сахиб ас-Серир, и называется он вахрарзаншах, царь (малик) Филана, а он филаншах, табасараншах, царь ал-Лакза с титулом джуршаншах и царь Маската, царство которого (в настоящее время уже) не существует, и царь Лирана, с титулом лираншах. И назначил он владетеля (сахиб) Бухха над Буххом, владетеля Зирикерана над Зирикераном. И утвердил он маликов горы ал-Кабк в их владениях и заключил с ними мир, на условиях внесения подати (итав).

Данное сообщение свидетельствует о том, что сасанидский правитель застал в регионе местных правителей, власть за которыми он сохранил и утвердил.
Опорными пунктами гуннов в горах стали Хунзах и Гумик. По сведениям древних авторов, среди правителей Серира был правитель по имени Авар.
Арабский историк X века Масуди пишет: «Когда Арабы завоевали Иран, настал конец сасанидам, из сасанидских царей Йездигерд бежал от арабов, а впереди себя послал верного человека в Сарир со своей казной и золотым троном. Царя убили, а посланец укрылся в горном Дагестане. Царь Сарира стал называть себя Сахиб-ас-Сарир, то есть владетель золотого трона, а его подданные назывались сарирами. У царя Сарира была неприступная крепость, называемая ал-Ал (Аркас), где хранилась его казна. Столицей был Хумрадж (Хунзах). В стране было 12000 населения, разбросанных по ущельям, и царь брал в рабы кого угодно. Царя Серира звали „Авар“. Он исповедовал христианство, а все остальные жители государства были язычниками и поклонялись „сухой голове“. Этнический состав населения был разнообразным. Серир граничил с хазарами и много воевал с ними».
Сарир — название собирательное. В тот период, когда арабы писали о Сарире, под ним подразумевалась значительная часть современного горного Дагестана, где проживало разноязычное население: хазары, кумыки, андийцы, предки современных аварцев и прочие. По мере того, как кольцо арабского завоевания вокруг Дагестана сужалось, сокращалась и территория Сарира. В конце концов, это сокращение привело к тому, что территория Сарира ограничивалась рамками современных аварских и ненекотых близлежащих.

По мнению доктора исторических наук Б. Н. Заходера, Сарир являлся союзом аварских племен, в который входили все субъэтносы аварцев:
«Но каково бы ни было решение вопроса о термине сарир, все же нам кажется несомненным, что сахиб ас-сарир был главою не только одного определенного племени или народа, а стоял во главе многих народов и племен, живших к западу от Баб ал-абваб. В числе этих племен и народов были авары, уже в то время игравшие выдающуюся роль на Северном Кавказе. Значением аварского союза племен, вероятно, и можно объяснить наличие третьего титула у сихиб ас-сарира — авар».
Власть Сарира простиралась на «замок алал и гумик». Гумики (кумухи, легко могли быть вассалами Сарира; алал остается загадкой, хотя несколько названий оканчивающихся на лал, известны в Аварии (Багулал, Чамалал, Андалал). Упомянутый в тексте алал может представлять собой аварскую общину, расположенную по верхнему течению реки Кара-Койсу. Ее центр Согратль. Цитируя данный отрывок работы Минорского, А. И. Исламмагомедов, уточняет, что общества Андалал («алал») и Кумух («гумик») расположены рядом друг с другом.
Так же упоминается Сарир Аваром «Авар»

### Сарир в VII—XI веках

Сарир на карте Кавказа VII—VIII веков

В VII—VIII веках Сарир находился в зоне влияния Хазарского каганата и был его союзником в войнах против арабов. К этому же периоду относят сообщение, что владетелю Сарира принадлежит большинство поселений Аррана (Эрети) и Туш (Тушети). С точки зрения мусульманских географов, Сарир как христианское государство входил в сферу влияния Византийской империи.
Согласно «Дербенд-наме» в 733/34 году н. э. корейшит, брат халифа, Маслама ибн Абдулмалик после завоевания Кумуха, Кайтага и Табасарана двинулся на акушинцев и «аваров, столица которых — Хунзах». Маслама, согласно названному источнику, победил их, обратил мечом в ислам, построил на их землях мечети и, назначив там кадиев, сам вернулся в Сирию. Арабская армия вторглась на территорию Серира в 737 году во главе с Марваном ибн Мухаммадом. Серирцы оказывали захватчикам решительное сопротивление. Целый год они мужественно сражались с вторгшимся в их страну врагом. Арабы осадили и захватили крепость в Гумике. Согласно Ал-Куфи, в 737 году арабский полководец Марван держал в осаде крепость царя Сарира ровно год, после чего царь Сарира обязался выплачивать дань. Затем арабы ушли в соседний Туман, а Серир попал в зависимость от Арабского халифата. Царь Серира должен был ежегодно выплачивать дань. В записке русского офицера Хрисанфа, посетившего Хунзах в 1828 году с дипломатической миссией, сообщается, что «в этом городе» ислам распространил в 790/91 году н. э. Абдулмуслим «силой оружия князя» Хамзата. Арабоязычная «История Абумуслима», созданная в Лезгистане, также упоминает Абумуслима и Хунзах. Согласно ей знаменитый политический деятель VIII веке Абдуррахман Хорасани, известный в истории как Абумуслим, был со своими войсками в Южном Дагестане, где занимался распространением ислама. Его дело продолжали там его же сыновья и внуки. Одна из ветвей потомства Абумуслима переселилась затем в Кумух, а другая — в Авар, то есть в Хунзах.
Серирский царь стал искать союзников по всему Кавказу. Так, эмир Тифлиса Исхак ибн Исмаил (830—853), был женат на дочери царя Сарира. Их союзу не помешала даже разница религий. В середине IX века Серир окончательно освобождается от Аббасидского халифата. В это же время соседнее мелкое княжество Филан вошло в состав Серира, причём «сахиб-ас-Серир» получил титул «филаншах».
В IX веке в связи с начавшимися смутами в Халифате, Сарир приобрёл независимость. Царь Сарира вмешивается в дела новообразовавшихся государств Ширвана, Дербента и принимает участие в региональных войнах. В 851 году Ширваншах напал на владетеля Сарира. В 912 году эмир Дербента в союзе с Ширваншахом совершил «исламский набег» на Шандан, которому помогал серирский царь. Царь Сарира также совершает успешные походы на равнинные владения хазар. Как пишет Аль-Масуди: «Царь Сарира с успехом воюет с хазарами и одерживает победы над ними, потому что они на равнине, а он в горах».
В 968 году Ибрагим бин Марзубан занял Ширван и приказал эмиру Дербента Ахмаду подчиниться. Царь Серира и дербентский эмир Абдул Малик, двинувшись на Ширван, взяли силой и сожгли Шабаран. Опустошив Ширван, сарирцы на день раньше вступили в Дербент и, устроив там беспорядки, ушли в горы. В Сарире дербентские эмиры порой находили себе убежище и поддержку во время внутренних неурядиц и внешней опасности со стороны ширваншаха. Позднее Дербент становится союзником Ширвана и «народ ал-Баба» перебил сарирцев. В 971 году царь Серира совершил грабительский набег в Дербентский эмират. Возле Дербента сарирцы нанесли дербентскому эмиру сокрушительное поражение, перебив свыше тысячи человек.

Сарир в XI веке

В 1032 году Мстислав Тмутараканьский, совершая свой рейд по Кавказу, стал врагом для Серира, так как эмир Дербента Мансур, который был в состоянии войны с ним, был женат на дочери серирского царя. Сарирцы, заключив соглашение с аланами, совместно напали на Ширван и взяли приступом её столицу Шемаху. Сарирцы и аланы грабили Ширван в течение 10 дней, убив свыше 10 тысяч человек, и вернулись с богатой добычей в свои владения. В 1064 году, по подстрекательству Ширвана, владетель Сарира вновь напал на ал-Баб.
В условиях ослабления позиций Хазарии и Халифата на Кавказе Сарир выступает как самостоятельная сила и в X веке приходится пик его могущества. Царь Сарира именуется в арабских источниках как «хакан ал-джибал» или правитель гор. Новосельцев А. П. пишет: «крупнейшим владетелем горного Дагестана был сахиб ас-серир». Сарир характеризуется как «страна горная и степная». Союзнические отношения Сарира с Аланией, сложившиеся, очевидно, на антихазарской почве, подкрепляются династическими браками. Царство Сарир, согласно В. Г. Гаджиеву и В. М. Бейлису, было общедагестанским государством фигурирующим во всех источниках наряду с Царством Алан, Хазарским Каганатом и Киевской Русью. Якуби пишет, что в Арране 4000 селений и большая часть их принадлежит царю Сарира. Согласно профессору А. Д. Даниялову, Ширван — это древняя территория Сарира.
О тесных связях Сарира и Алании говорят множество источников. По сообщению Масуди, царь Сарира установил с царем Алании династические связи, «поскольку каждый из них женился на сестре другого». Контакты с Аланией нашли отражение и в ономастике, в частности в именах аварских правителей, матери которых довольно часто являлись аланскими принцессами. В частности — Сиртан, дважды встречающееся как имя аварского нуцала в ХIII-XIV веках, упоминается в нартском эпосе как Сырдон, Ширдан. Тоже относится к имени Урусмаг, распространенному среди аварской знати в XV—XVI веках.
Интересные данные о Сарире сообщает сирийский историк и географ Абу-ль-Фида (1273—1331 гг.): «К востоку от Матрахи течет река ал-Ганам, которая пересекает страну ас-Сарир. Главный город [страны] ас-Сарир стоит на горе, прилегающей к Горе языков. Река ал-Ганам большая, зимой она замерзает, и вьючные животные переправляются через неё. Она впадает в море ал-Хазар…». Реку ал-Ганам (араб. — «Баранья река») В. Ф. Минорский отождествляет с Сулаком, однако с этим не соглашается И. Г. Коновалова, считая, что это река Кума.
Гелбахский (Верхнечирюртовский) археологический комплекс содержит остатки городища, поселений, оборонительных сооружений и обширных могильников. Ныне могильник затоплен при строительстве водохранилища Чирюртовской ГЭС. Чирюртовский могильник находился на правом берегу Сулака и был некогда защищен со стороны степей Северного Дагестана мощной стеной.

### Распад Сарира
Последнее упоминание о Серире относится к 1067 году. Серир начал распадаться вследствие противостояния и внутренних войн между жителями христианами, иудеями, язычниками (поклоняющиеся «мокрой голове») и мусульманами. В XI веке от Серира откалываются его западные земли (современные Ботлихский, Цумадинский и Ахвахский районы), которые образуются в Андийское владение. По данным Е. М. Шиллинга «вся территория по левому берегу Андийского Койсу рассматривается как принадлежащая Жъугьутӏхану (дословно „Еврейский хан“), а правобережные земли — Суракату Аварскому». М. А. Агларов отмечает, что это предание носит название «О 1000 всадниках на белых конях, войске ДжугьутI-хана». «Согласно историческим преданиям андийского долинного селения Муни, — пишет М. А. Агларов, — здесь некогда существовало обширное государство, во главе которого стоял Жъугьут-хан. Его земли простирались в горах до Хунзахского плато, в плоскости ниже по течению Дангъиза (Андийское Койсу) и до Харачоя. Верхнеандийские села тогда подчинялись Жъугьут-хану. Он мог собрать войско в 1000 всадников на белых конях. Башня, что ныне высится напротив села, построена также Жъугьут-ханом». Возможно, что еврейская знать, бежавшая из Хазарии после её разгрома, поселилась в Серире, а после её распада утвердила за собой западный Серир. На территории Серира образовалось несколько вольных обществ, а на территории нынешнего Хунзахского района образовалось Аварское нуцальство.

## Правители
- Абухосро (ок. 740)
- Авар/Аваз (вторая половина IX века)[57]
- Бухт-Йишо I (905 г.)
- Филан-шах (940—950 гг.)
- Бухт-Йишо II (1025—26 гг.)
- Фируджа
- Токку (1065 г.), сын предыдущего